# Coupe de Belgique de football 2004-2005
La Coupe de Belgique 2004-2005 était la 51e édition de la Coupe de Belgique et a vu la victoire du GB Anvers au Stade Roi-Baudouin à Bruxelles.

## Finale
| Equipes               | Germinal Beerschot A. - FC Bruges |
| Score                 | 2 - 1 (1 - 0) |
| Date                  | 28 mai 2005 |
| Stade                 | Stade Roi-Baudouin, Bruxelles |
| Buts                  | 23e Karel Snoeckx 1-0, 53e Gert Verheyen 1-1, 54e Kris De Wree 2-1 |
| Germinal Beerschot A. | Luciano Da Silva, Mario Cvitanović, Wim De Decker, Carl Hoefkens, Pieter-Jan Monteyne, Kurt Van Dooren, Daniel Cruz, Kris De Wree, Mohamed Messoudi (75e Dickson Agyeman), Karel Snoeckx, Jürgen Cavens (80e Henk Vos) Entraineur : Marc Brys                               |
| FC Bruges             | Tomislav Butina, Hans Cornelis, Michael Klukowski, Birger Maertens (58e David Rozehnal), Timmy Simons, Philippe Clément, Nastja Ceh, Gaëtan Englebert, Rune Lange (74e Dieter Van Tornhout), Gert Verheyen, Manasseh Ishiaku (63e Bosko Balaban) Entraineur : Trond Sollied |